# Hallomenus puncticollis
Hallomenus puncticollis es una especie de coleóptero de la familia Tetratomidae.

## Distribución geográfica
Habita en Florida (Estados Unidos).